# Dendrobium vannouhuysii
Dendrobium vannouhuysii är en orkidéart som beskrevs av Johannes Jacobus Smith. Dendrobium vannouhuysii ingår i släktet Dendrobium, och familjen orkidéer.

## Underarter
Arten delas in i följande underarter:
- D. v. rhombipetalum
- D. v. vannouhuysii